# Großes Hinggan-Gebirge (Regierungsbezirk)
Der Regierungsbezirk Großes Hinggan-Gebirge (chinesisch 大興安嶺地區 / 大兴安岭地区, Pinyin Dà Xīng'ān Lǐng dìqū) ist eine administrative Untergliederung der chinesischen Provinz Heilongjiang. Sein Verwaltungsgebiet umfasst den äußersten Nordwesten der Provinz und einen Teil des Oroqenischen Autonomen Banners, das zur Stadt Hulun Buir im Autonomen Gebiet Innere Mongolei gehört. Zu diesem in China einzigartigen administrativen Sonderfall heißt es offiziell, die Fläche (der Boden) gehöre zur Inneren Mongolei und sei Teil des Oroqenischen Autonomen Banners, das Gebiet werde aber von der Provinz Heilongjiang verwaltet. Das Ungewöhnliche an dieser Konstruktion wird noch durch den Umstand verstärkt, dass der Hauptort und Verwaltungssitz des Regierungsbezirks die Großgemeinde Jiagedaqi im gleichnamigen Unterbezirk Jiagedaqi ist und damit in der Inneren Mongolei liegt.

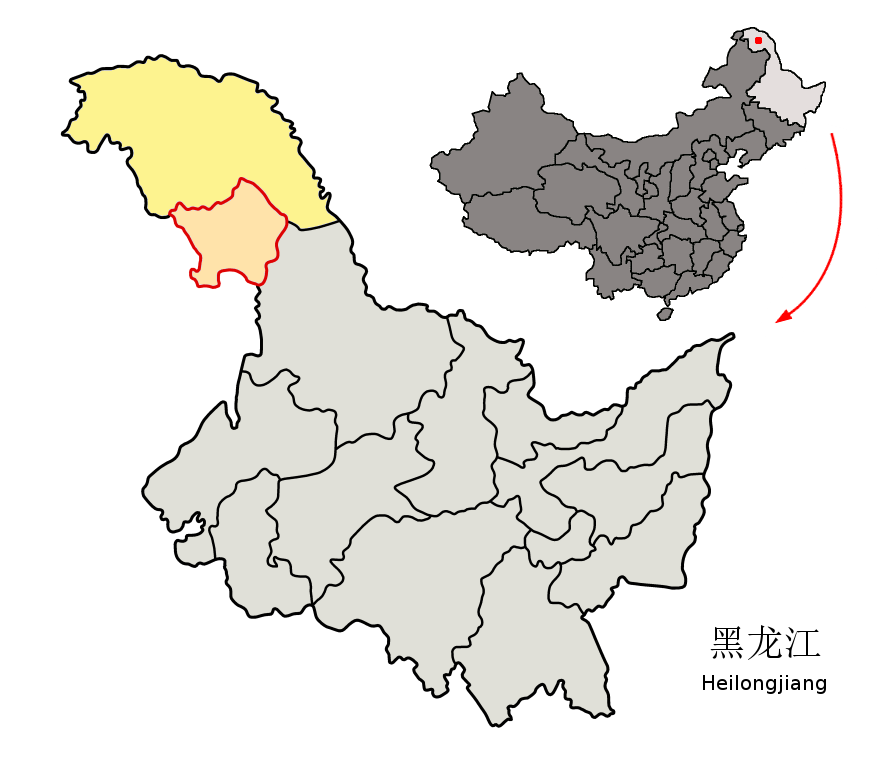
Regierungsbezirk Großes Hinggan-Gebirge:

## Geographie
Die Landschaft des Regierungsbezirks wird durch die Wälder des Großen Hinggan-Gebirges dominiert, die zum größten Teil als Taiga klassifiziert werden können. Vorherrschend sind Lärchen und Birken. Dauerfrostboden ist weit verbreitet. Der Regierungsbezirk verwaltet einen großen Teil der lebenden Holzreserven Chinas, wichtigster Wirtschaftszweig ist die Forstwirtschaft. Die Gesamtfläche des Regierungsbezirks dürfte 82.697 km² groß sein, obwohl es auch seriöse Angaben über 84.600 km² gibt. Davon liegen mindestens 17.386 km² (möglicherweise bis zu 18.000 km²) in der Inneren Mongolei, so dass die Fläche innerhalb Heilongjiangs 65.311 km² (nach anderen Angaben ca. 66.600 km²) groß sein dürfte.

## Administrative Gliederung
Der Regierungsbezirk Großes Hinggan-Gebirge besteht aus drei Kreisen und vier Unterbezirken, von denen zwei in der Inneren Mongolei (Jagdaqi und Songling) und zwei in Heilongjiang (Xinlin und Huzhong) liegen. Die Fläche des Regierungsbezirks wird gewöhnlich mit 46.755 km² angegeben, wobei nur die drei Kreise gezählt werden. Tatsächlich sind aber schon die drei Kreise insgesamt 47.122 km² groß. Die Flächen der Unterbezirke, ja selbst ihre Existenz, wird in den meisten – auch offiziellen chinesischen Publikationen – verschwiegen, und zwar gerade auch die Unterbezirke, die innerhalb Heilongjiangs liegen. Das mag daran liegen, dass die Unterbezirke zwar tatsächlich Verwaltungseinheiten auf Kreisebene sind, jeder für sich aber eine Art „Staatsbetrieb“ ist, d. h. die ökonomisch-unternehmerischen und die politisch-administrativen Verwaltungsfunktionen bilden eine Einheit. Dieser hybride Status hat dazu geführt, dass die vier Unterbezirke nicht immer wie „normale“ Verwaltungseinheiten auf Kreisebene gezählt werden und in Statistiken oft fehlen. Die Kreise und Unterbezirke sind:
- Kreis Huma (呼玛县), Hauptort: Großgemeinde Huma (呼玛镇), 14.335 km²,
- Kreis Tahe (塔河县), Hauptort: Großgemeinde Tahe (塔河镇), 14.420 km²,
- Kreis Mohe (漠河县), Hauptort: Großgemeinde Xilinji (西林吉镇), 18.367 km²,
- Unterbezirk Jiagedaqi (加格达奇区), Hauptort: Großgemeinde Jagdaqi (加格达奇镇), 1.587 km²,
- Unterbezirk Songling (松岭区), Hauptort: Großgemeinde Xiaoyangqi (小扬气镇), 15.799 km²,
- Unterbezirk Xinlin (新林区), Hauptort: Großgemeinde Xinlin (新林镇), 8.786 km²,
- Unterbezirk Huzhong (呼中区), Hauptort: Großgemeinde Huzhong (呼中镇), 9.403 km².

## Ethnische Gliederung der Bevölkerung des Regierungsbezirks Großes Hinggan-Gebirge (2000)
Laut Zensus des Jahres 2000 hatte der Regierungsbezirk 505.842 Einwohner (Bevölkerungsdichte: 6,12 Einwohner/km² inklusive der Flächen in der Inneren Mongolei).
| Name des Volkes | Einwohner | Anteil  |
| --------------- | --------- | ------- |
| Han             | 484.344   | 95,75 % |
| Mandschu        | 9.303     | 1,84 %  |
| Mongolen        | 5.659     | 1,12 %  |
| Hui             | 2.118     | 0,42 %  |
| Daur            | 1.631     | 0,32 %  |
| Koreaner        | 1.126     | 0,22 %  |
| Oroqen          | 1.044     | 0,21 %  |
| Ewenken         | 304       | 0,06 %  |
| Xibe            | 110       | 0,02 %  |
| Sonstige        | 203       | 0,04 %  |